# Metir
Metir ist eine osttimoresische Aldeia im Suco Fatumasi (Verwaltungsamt Bazartete, Gemeinde Liquiçá). 2015 lebten in der Aldeia 548 Menschen.
Metir liegt im Nordosten des Sucos Fatumasi. Westlich liegt die Aldeia Durubasa und südwestlich die Aldeia Bazartete. Im Norden grenzt Metir an die Sucos Lauhata und Motaulun und im Südosten an den Suco Fahilebo.
Das Dorf Metir bildet keine geschlossene Siedlung, sondern besteht aus einzeln stehenden Häusern und Weilern, die sich in der Aldeia verteilen. Das Ortszentrum mit dem Sitz der Aldeia liegt im Westen der Aldeia.
2023 wurde Miguel Correia dos Santos zum Chefe de Aldeia gewählt.